# Uschi Disl
Ursula »Uschi« Disl, nemška biatlonka, 15. november, 1970, Bad Tölz, Nemčija. 
Uschi Disl je nastopila na zimskih olimpijskih igrah v letih 1992 v Albertvillu, 1994 v Lillehammerju, 1998 v Naganu, 2002 v Salt Lake Cityju in 2006 v Torinu. V vseh petih nastopil je osvojila vsaj eno olimpijsko medaljo, skupno pa devet, od tega dve zlati, obe v štafeti 4 × 7,5 km, štiri srebrne in tri bronaste. Na svetovnih prvenstvih je osvojila po osem zlatih in srebrnih medalj ter tri bronaste. V svetovnem pokalu je dosegla štirideset posamičnih zmag, v skupnem seštevku pa je trikrat osvojila drugo mesto, v sezonah 1995/96, 1996/97 in 1997/98. Leta 2005 je bila kot prva biatlonka izbrana za nemško športnico leta.